# アフリーン
アフリーン（アフリン、Afrin, アラビア語: عفرين / ‘Afrīn）、あるいはクルド語でエフリン（Efrîn）は、シリア（シリア・アラブ共和国）北西部の都市で、アレッポ県（県都アレッポ）に属する。アフリーンの人口は36,562人（2004年国勢調査）で、アフリーンを中心とするアフリーン郡は、ジャンディレス（Jindires）、ラジョ（Rajo）、シャッラーン（Sharran）、シャイク・アル＝ハディド（Shaykh al-Hadid）、マアバトリ（Maabatli）、カトマ（Katma）などの小さな町を含め合計366の町村からなっており郡全体の人口は49万人ほど。
アフリーンはシリア北西部からトルコ南部（キリス県）にかけて広がるクルド山地（アレッポ山地、ジャバル・アル＝クルド）の中にあり、オロンテス川の支流アフリーン川の渓谷に位置する。アフリーン（エフリン）は「実りの多い創造物」「恩恵」を指すクルド語に由来する。

## 歴史

シリアのクルディスタンのエフリン地区。シリア領がトルコに向かって突き出している一帯に設立が宣言された

オスマン帝国が第一次世界大戦に敗れて以来、シリアからトルコ南部はフランス軍に占領されたが、最初の抵抗活動はアフリーンの北部でクルド人部族により始まった。アフリーンの町はフランス委任統治政府がこの地方の商業の中心地として建設した。
シリア内戦が起こると、2012年7月20日に政府軍がアフリーンから撤退し、クルド人の反政府武装勢・クルド人民防衛隊（People's Protection Units, YPG）が占領した。これ以来クルド人の統治が始まり、2014年1月27日にはシリアのクルディスタン（ロジャヴァ）のエフリン地区（Efrîn Canton）が置かれ、アフリーン（エフリン）はその中心地となった。
その後、2018年、トルコ軍とアラブ系のシリア反体制派によって占領された（オリーブの枝作戦）。
2022年1月現在も反体制派が実効支配しており、郊外には国内避難民を収容する難民キャンプが形成されている。